# Cerco ao Palácio de Justiça
O cerco ao Palácio da Justiça foi um ataque a Suprema Corte da Colômbia em 1985, no qual membros do grupo guerrilheiro esquerdista M-19 ocuparam o Palácio da Justiça da Colômbia em Bogotá, Colômbia, e mantiveram o Supremo Tribunal como refém, com a intenção de realizar um julgamento contra o então presidente, Belisario Betancur. O grupo guerrilheiro se autodenominou "Companhia Iván Marino Ospina" em homenagem a um comandante do M-19 morto pelos militares colombianos em 28 de agosto de 1985. Horas depois, após um ataque militar, o incidente deixou quase metade dos 25 juízes do Supremo Tribunal mortos.

## Cerco

### Dia um: 6 de novembro
Em 6 de novembro de 1985, às 11h3 da manhã, três veículos com 35 guerrilheiros (25 homens e 10 mulheres) invadiram o Palácio da Justiça da Colômbia, entrando pelo porão. Enquanto isso, outro grupo de guerrilheiros disfarçados de civis ocupou o primeiro andar e a entrada principal. Os guerrilheiros mataram os seguranças Eulogio Blanco e Gerardo Díaz Arbeláez e o gerente do prédio Jorge Tadeo Mayo Castro.
Jorge Medina—uma testemunha localizada no porão no início do cerco—disse que "de repente, os guerrilheiros entraram no porão em um caminhão. Eles abriram fogo com suas metralhadoras contra todos os que estavam lá". O relatório oficial considerou que os guerrilheiros planejaram a operação de aquisição como uma 'aquisição sangrenta'. De acordo com essas fontes oficiais os guerrilheiros "começaram a atirar indiscriminadamente e detonar bombas que sacudiam prédios enquanto entoavam gritos de guerra de louvor ao M19".
O M-19 perdeu um guerrilheiro e uma enfermeira durante o ataque inicial ao prédio. Depois que os guerrilheiros neutralizaram os seguranças que protegiam o prédio, eles instalaram postos armados em locais estratégicos, como as escadas e o quarto andar. Um grupo de guerrilha liderada pelo Comandante Luis Otero chegou ao quarto andar e sequestrou o presidente do Supremo Tribunal, Alfonso Reyes Echandía.
Entretanto, muitos reféns refugiaram-se em gabinetes vazios no primeiro andar, onde se esconderam até cerca das 14h.
Os agressores fizeram reféns 300 pessoas, incluindo os 24 juízes do Supremo e 20 outros juízes. O primeiro refém que o grupo guerrilheiro pediu foi o juiz Manuel Gaona Cruz, que se encarregou de proferir o parecer do tribunal sobre a constitucionalidade do tratado de extradição entre a Colômbia e os Estados Unidos.
Cerca de três horas após a apreensão inicial, as tropas do exército resgataram cerca de 200 reféns dos três andares inferiores do edifício; os pistoleiros sobreviventes e os reféns restantes ocuparam os dois andares superiores.
Uma gravação foi entregue a uma estação de rádio logo após a apreensão, dizendo que o grupo M-19 havia tomado o prédio "em nome da paz e da justiça social". Do Supremo Tribunal Federal, os membros do M-19 exigiram por telefone que o presidente Belisario Betancur fosse ao Palácio da Justiça para ser julgado e negociar. O presidente recusou e ordenou uma sessão de emergência do gabinete.

### Dia dois: 7 de novembro
Os rebeldes M-19 libertaram o vereador Reynaldo Arciniegas às 8h30, com uma mensagem para o governo permitir a entrada da Cruz Vermelha e iniciar o diálogo. No entanto, o ataque ao Palácio da Justiça começou mais tarde naquela manhã.

## Ataque militar
A operação de retomada do prédio foi liderada pelo General Jesús Armando Arias Cabrales, comandante da Brigada do XIII Exército em Bogotá; ele nomeou o coronel Alfonso Plazas, comandante de um batalhão de cavalaria blindada, para supervisionar pessoalmente a operação.  A retomada do palácio começou naquele dia e terminou em 7 de novembro, quando tropas do Exército invadiram o prédio, depois de ter ocupado alguns dos andares mais baixos durante o primeiro dia do cerco. Depois de cercar o prédio com carros blindados EE-9 Cascavel e soldados com armas automáticas, eles invadiram o prédio pouco depois das 14h. Os EE-9s derrubaram a enorme porta do palácio e até atiraram diretamente contra as paredes externas da estrutura.
Os resultados dos testes realizados posteriormente por especialistas em balística e investigadores demonstraram que a causa mais provável da queima de registros criminais, contendo provas e mandados contra muitos criminosos, foi o efeito de recuo dos foguetes do exército e não parte das ações do M-19. Os testes provaram que, se disparado por um soldado parado a menos de seis metros das paredes forradas de madeira da biblioteca que abrigava os arquivos jurídicos colombianos, o intenso calor gerado pela explosão traseira do foguete poderia ter incendiado o painel de madeira. De qualquer forma, em uma área de estantes com pilhas de papéis velhos, arquivos, livros e jornais, a quantidade de explosivos usados pelos militares praticamente garantiu um incêndio." No total, mais de 6 mil0 documentos diferentes foram queimados. O incêndio durou cerca de 2 dias, mesmo com esforços dos bombeiros para tentar abafar as chamas. Uma teoria investigada sobre o "desaparecimento" das entidades desaparecidas no cerco é que elas foram carbonizadas no incêndio, não puderam ser identificadas de forma alguma e, sem terem sido encontradas, essas entidades são consideradas desaparecidas em ação. Esta teoria ainda está sendo estudada nos diferentes julgamentos do caso.
98 pessoas morreram durante o ataque dos militares ao palácio. Os mortos eram reféns, soldados e guerrilheiros, incluindo seu líder, Andrés Almarales, e quatro outros comandantes do M-19. Após a operação, outro juiz da Suprema Corte morreu em um hospital após sofrer um ataque cardíaco.

## Rescaldo
O cerco ao Palácio da Justiça e o ataque subsequente foram um dos ataques mais mortais na Colômbia em sua guerra contra os rebeldes de esquerda. O grupo M-19 ainda era uma força potente após o ataque, mas foi severamente prejudicado pela morte de cinco de seus líderes. Em março de 1990, assinou um tratado de paz com o governo.
Após o cerco, os bombeiros correram para o local do assalto e sufocaram as poucas chamas que restavam no palácio. Outros grupos de resgate ajudaram a remover destroços e escombros deixados após o cerco.
O presidente Betancur foi em rede nacional na noite do dia 7, dizendo que assumia total responsabilidade pelo "pesadelo terrível"; ele ofereceu condolências às famílias dos que morreram—civis e rebeldes—e disse que continuaria a buscar uma solução pacífica para lidar com os rebeldes. Exatamente uma semana depois, em 14 de novembro, ele ofereceria condolências por outra tragédia: a erupção do vulcão Nevado del Ruiz, que matou 25 mil pessoas na tragédia de Armero. “Tivemos uma tragédia nacional após a outra”, disse ele.
Esse cerco levou à criação da unidade AFEUR do Exército colombiano para administrar esse tipo de situação. As Forças Armadas da Colômbia não tinham unidades antiterroristas especificamente treinadas para operações urbanas antes do cerco, e algumas atribuíram parcialmente o resultado final à relativa inexperiência dos soldados designados para a tarefa.

### Magistrados mortos
Os doze magistrados mortos foram: 
1. Manuel Gaona Cruz
2. Alfonso Reyes Echandía
3. Fabio Calderón Botero
4. Dario Velásquez Gaviria
5. Eduardo Gnecco Correa
6. Carlos Medellín Forero
7. Ricardo Medina Moyano
8. Alfonso Patiño Rosselli
9. Horacio Montoya Gil
10. Pedro Elías Serrano Abadía
11. Fanny González Franco
12. Dante Luis Fiorillo Porras

### Suposta ligação com cartéis de drogas
Pouco depois do cerco, o ministro da Justiça da Colômbia, Enrique Parejo, afirmou que os narcotraficantes financiaram a operação para se livrar de vários arquivos criminais perdidos durante o evento, na esperança de evitar a extradição. A Comissão Especial de Inquérito, estabelecida pelo governo Betancur após intensa pressão pública, divulgou um relatório de junho de 1986 que concluiu que este não era o caso.
A autora Ana Carrigan, que citou o relatório de junho de 1986 em seu livro sobre o cerco e originalmente rejeitou quaisquer ligações entre o M-19 e a máfia das drogas, disse à revista Cromos no final de 2005 que agora acredita que a máfia pode ter apoiado financeiramente o M-19.
O filho de Pablo Escobar afirmou que, embora seu pai não tenha inventado ou planejado a operação, ele pagou ao M-19 um milhão de dólares. Escobar disse que apoiava o grupo porque "acreditava nos ideais" dos rebeldes e "procurava formas de preservá-los e apoiá-los".
No mesmo dia do cerco, a pauta do Supremo Tribunal aparentemente pediu o início das deliberações pendentes sobre a constitucionalidade do tratado de extradição entre a Colômbia e os Estados Unidos. O M-19 se opôs publicamente à extradição por motivos nacionalistas. Vários dos magistrados haviam sido ameaçados anteriormente por traficantes de drogas para evitar qualquer possibilidade de uma decisão positiva sobre o tratado. Um ano após o cerco, o tratado foi declarado inconstitucional.
Ex-assistente do procurador-geral da Colômbia, subcontrolador nacional, autor e renomado professor José Mauricio Gaona (filho do magistrado do Supremo Tribunal Manuel Gaona Cruz que foi assassinado) junto com o ex- Ministro da Justiça e Embaixador da Colômbia no Reino Unido, Carlos Medellín Becerra (filho do magistrado Carlos Medellín Forero), têm pressionado consistentemente por linhas mais amplas de investigações relacionadas não apenas às supostas ligações entre o M-19 e os chefões do cartel de Medellín, mas também a quaisquer outras ligações possíveis às investigações realizadas pelos juízes dos membros das Forças Armadas. O deputado Gustavo Petro, um ex-guerrilheiro do M-19, negou essas acusações e as rejeitou como baseadas em testemunhos inconsistentes de traficantes. Petro diz que os sobreviventes do M-19 admitem sua parcela de responsabilidade pelos trágicos acontecimentos do cerco, em nome de toda a organização, mas negam qualquer vínculo com o tráfico de drogas.

### Impunidade
Investigações e comentaristas posteriores consideraram tanto o M-19 quanto os militares como responsáveis pelas mortes de juízes e civis dentro do prédio. Alguns culparam o presidente Belisario Betancur por não tomar as medidas necessárias ou por não negociar e outros comentaram sobre a possibilidade de uma espécie de "golpe de 24 horas", durante o qual os militares estavam no controle da situação.
De acordo com o livro de Ana Carrigan de 1993, O Palácio da Justiça: Uma Tragédia Colombiana, o presidente da Suprema Corte, Alfonso Reyes, foi aparentemente queimado vivo durante o ataque, quando alguém incinerou seu corpo depois de despejar gasolina sobre ele. O livro também afirma que, após o cerco terminar, cerca de 28 corpos foram jogados em uma vala comum e aparentemente encharcados com ácido, a fim de dificultar a identificação. Carrigan argumentou que os corpos das vítimas da erupção do vulcão Nevado del Ruiz, que soterrou a cidade de Armero e matou mais de 20 mil pessoas, foram despejados na mesma vala comum, tornando qualquer investigação forense impraticável.
Apesar das inúmeras investigações e ações judiciais até o momento, a impunidade prevaleceu na maior parte das décadas subsequentes. Ana Carrigan afirmou em seu livro de 1993 que "a Colômbia seguiu em frente. . . A Colômbia se esqueceu do cerco ao Palácio da Justiça”, da mesma forma que, em sua opinião, os colombianos também se esqueceram ou adotaram uma postura de negação em relação a outros eventos trágicos, como o Massacre das Bananeiras em 1928. Nenhuma responsabilidade definitiva foi fixada no governo ou nos membros sobreviventes do movimento M-19 que foram perdoados após a desmobilização.
Eduardo Umaña, o primeiro advogado que representa algumas das famílias das pessoas mortas durante o cerco, foi assassinado em 1998 e vários membros dessas famílias tiveram que fugir para a Europa por causa das ameaças de morte contra eles.

### Desaparecidos
É suspeito que pelo menos onze pessoas desapareceram durante os acontecimentos do cerco, a maioria delas trabalhadores de cafetaria do prédio, sendo o destino de dez desconhecido. Tem sido especulado que seus restos mortais podem estar entre vários corpos não identificados e carbonizados, um dos quais foi identificado por meio de testes de DNA feitos pela Universidade Nacional da Colômbia, deixando o destino dos outros 10 ainda em questão.
Segundo Ana Carrigan, um dos desaparecidos era a estudante de direito e guerrilheira do M-19, Irma Franco. Carrigan diz que Franco foi vista por vários reféns. Ela afirma ainda que os guerrilheiros saíram com vários reféns e nunca mais foram vistos. A Comissão Especial de Inquérito confirmou o desaparecimento de Franco e os juízes solicitaram que a investigação de seu caso fosse integralmente conduzida.
Uma semana depois do cerco, o M-19 divulgou um comunicado à imprensa afirmando que seis líderes, incluindo Franco, e "sete outros combatentes" haviam sido "desaparecidos e assassinados" pelo exército. Pelas fitas das comunicações militares e policiais, sabe-se que a inteligência do Exército prendeu pelo menos dezessete pessoas durante o cerco de dois dias. Nenhum dos líderes do M-19, com exceção de Andrés Almarales, foi identificado no necrotério da cidade.